# Garachico

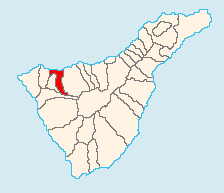
Localização de Garachico

Garachico é um município da Espanha na província de Santa Cruz de Tenerife, comunidade autónoma das Canárias. Tem 29,3 km² de área e em 2021 tinha 4 895 habitantes (densidade: 167,1 hab./km²).
Vila e porto fundada nos finais do século XV por um banqueiro genovês, Garachico renasceu das suas cinzas, literalmente, após a erupção do vulcão de Trevejo, que a devastou em 1706. Possui um rico património arquitectónico e uma bem conservada amostra de arquitectura tradicional canária.

## Demografia
| Variação demográfica do município entre 1991 e 2004 | Variação demográfica do município entre 1991 e 2004 | Variação demográfica do município entre 1991 e 2004 | Variação demográfica do município entre 1991 e 2004 |
| --------------------------------------------------- | --------------------------------------------------- | --------------------------------------------------- | --------------------------------------------------- |
| 1991                                                | 1996                                                | 2001                                                | 2004                                                |
| 5993                                                | 5728                                                | 5307                                                | 5671                                                |

|                     | Norte: Oceano Atlântico |                         |
| Oeste: Los Silos    | El Tanque               | Este: Icod de los Vinos |
| Sudoeste: El Tanque | Sul: Santiago del Teide |                         |